# Taça Digicel
A Taça Digicel foi um campeonato intermunicipal de futebol em Timor-Leste, realizado entre 2010 e 2012 pela federação de futebol do país.
Em 2013, foi substituído pela Taça 12 de Novembro, que posteriormente passou a ser disputada por clubes de todo o Timor.

## Campeões
- 2010: Dili Leste
- 2011: Dili Leste
- 2012: não houve